# دوره وحدت بزرگ
در کیهان‌شناسی فیزیکی دوره وحدت بزرگ یا دورهٔ یکپارچگی بزرگ (انگلیسی: Grand unification epoch)؛ با فرض اینکه توصیف طبیعت بر پای ی نظریه وحدت بزرگ تعریف شود، دورهٔ تکامل جهان اولیه پس از دوره پلانک بود که در حدود ۱۰−۴۳ ثانیه پس از بیگ بنگ شروع شد، که در آن درجه گرمای کیهان با دمای مشخصه نظریه‌های یکپارچه بزرگ قابل مقایسه بود. اگر انرژی وحدت بزرگ ۱۰۱۵ الکترون‌ولت در نظر گرفته شود، این مربوط به دماهای بالاتر از ۱۰۲۷ کلوین است. در این دوره، سه برهمکنش اساسی از چهار نیرو - الکترومغناطیس، نیروی هسته‌ای قوی، و نیروی هسته‌ای ضعیف - به‌عنوان نیروهای بنیادی تیروی هسته‌ای یکپارچه شدند. گرانش در پایان دوره پلانک از نیروی الکتروهسته‌ای جدا شده بود. در دوران اتحاد بزرگ، ویژگی‌های فیزیکی مانند جرم، بار، مزه و بار رنگ و بار فیزیک بی‌معنی بود.
عصر اتحاد بزرگ تقریباً 10−36 ثانیه پس از انفجار بزرگ به پایان رسید. در این مرحله چندین رویداد کلیدی رخ داد. نیروی هسته‌ای قوی از دیگر نیروهای اساسی جدا شد. این امکان وجود دارد که بخشی از این فرایند فروپاشی، روال پایستگی تعداد باریون را نقض کرده و مقدار کمی ماده را نسبت به پادماده افزایش داده باشد (به باریون‌زایی مراجعه شود). همچنین تصور می‌شود که این انتقال فاز باعث ایجاد فرایند تورم کیهانی شده‌است که بر توسعه جهان در طول دوره تورمی بعدی مسلط بود.